# Daniela Gustin
Daniela Gustin, née le 11 mai 1994 à Backa, est une handballeuse internationale suédoise, qui évolue au poste d'ailière droite.

## Palmarès

### En club
compétitions nationales
- championne d'Allemagne en 2019 (avec SG BBM Bietigheim)
- coupe du Danemark en 2017 (avec Randers HK)